# Luigi Martella
Luigi Martella (ur. 9 marca 1948 w Depressa, zm. 6 lipca 2015 w Molfetta) – włoski duchowny katolicki, biskup Molfetta-Ruvo-Giovinazzo-Terlizzi w latach 2001-2015.

## Życiorys
Święcenia kapłańskie otrzymał 10 kwietnia 1977. Był m.in. nauczycielem w liceum w Maglie (1980-1994), proboszczem parafii w Castro Marina (1986-1994), a także wykładowcą teologii moralnej w seminarium w Molfetcie oraz w Instytucie Teologicznym Apulli (1994-2000).

### Episkopat
13 grudnia 2000 papież Jan Paweł II mianował go biskupem ordynariuszem diecezji Molfetta-Ruvo-Giovinazzo-Terlizzi. Sakry biskupiej 10 marca 2001 udzielił mu arcybiskup Bari Francesco Cacucci.